# Cotinga galtablanca
La cotinga galtablanca (Zaratornis stresemanni) és una espècie d'ocell de la família dels cotíngids (Cotingidae) i única espècie del gènere Zaratornis. Habita boscos de les muntanyes de l'oest del Perú.